# Клептокниды
Клептокниды (греч. κλέπτειν — воровать) — капсулы стрекательных клеток (книдоцитов), заимствованные при поедании стрекающих некоторыми хищными организмами. Оставаясь в дееспособном состоянии, при встраивании в клетки покровов тела капсулы могут быть использованы для защиты от хищников. Наиболее известно использование клептокнид голожаберными моллюсками, многие из которых питаются преимущественно стрекающими. Также клептокниды используют некоторые ресничные черви и гребневики.

## Клептокниды ресничных червей
У турбеллярий рода Microstomum клептокниды равномерно распределены в покровах тела. Видимо, они доставляются туда из кишечника с помощью клеток-фагоцитов. Из четырех типов книдоцитов гидры в коже турбеллярий обнаруживаются три. Внутри вакуолей турбеллярии пенетранты (крупные стрекательные капсулы) располагаются так же, как в покровах гидры. Черви с небольшим количеством клептокнид ищут гидр и нападают на них, а черви с большим количеством клептокнид обычно избегают гидр. Нередко гидры стрекают червей и могут убить их, так что они чувствительны к яду. Насколько часто проглоченные книдоциты выстреливают в кишечнике червя, не ясно. Возможно, их выстреливание блокируется слизью, которую выделяют железы глотки червя. Турбеллярии могут стрекать и убивать других мелких животных с помощью своих клептокнид.

## Клептокниды голожаберных моллюсков

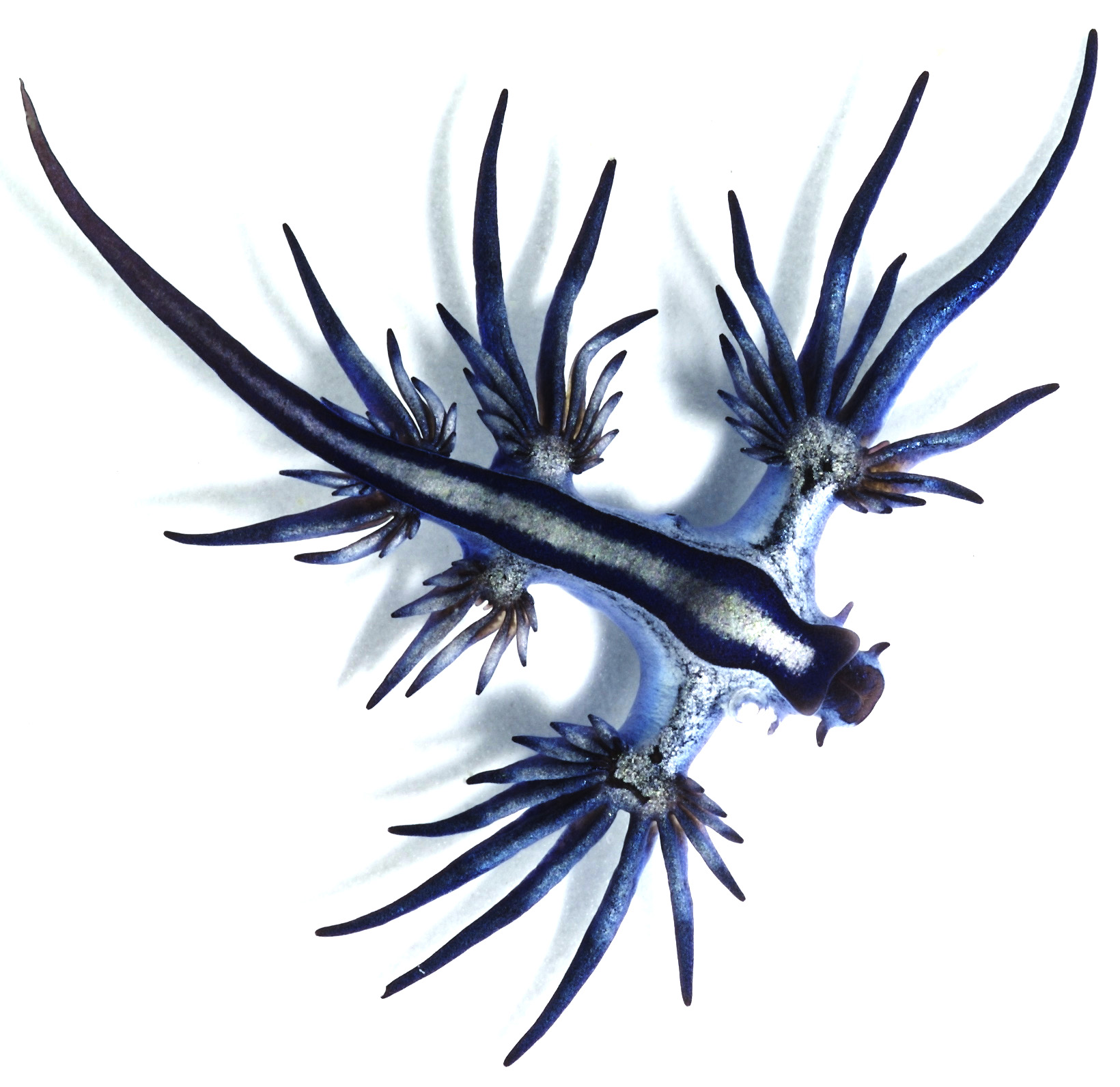
Голожаберный моллюск Glaucus atlanticus заимствует книдоцисты сифонофоры Physalia. Прикосновение к нему может вызвать ожог.

У голожаберых моллюсков клептокниды попадают в покровы по разветвлениям пищеварительной железы (гепатопанкреаса), на концах которых имеются специальные органы — книдосаки. Обычно книдосаки расположены возле вершины ярко окрашенных кожных жабр или щупалец. Возможно, в книдосаки перемещаются только незрелые книдоциты. Согласно другой точке зрения, выстреливание зрелых книдоцитов также блокируется какими-то веществами, которую выделяют железы ротовой полости моллюска. Считается, что окраска многих вооруженных клептокнидами голожаберных моллюсков — предупреждающая (апосематическая).
У гипонейстонного (обитающего под плёнкой поверхностного натяжения) голожаберного моллюска Glaucus atlanticus, который питается сифонофорами из рода Physalia, в книдосаках скапливаются наиболее ядовитые капсулы из стрекательных клеток жертв , поэтому прикосновение к этим моллюсками может вызвать у человека тяжелые ожоги.